# 2004年度壹電視大獎得獎名單
2004年度壹電視大獎得獎名單於2004年頒發，頒獎禮於2004年3月25日舉行。

## 頒獎禮
頒獎禮於2004年3月25日舉行，由吳家樂及利嘉兒主持，出席嘉賓包括汪明荃等。

## 十大電視節目
- 第一位：衝上雲霄
- 第二位：律政新人王
- 第三位：九五至尊
- 第四位：西關大少
- 第五位：智勇新警界
- 第六位：娛樂大搜查
- 第七位：洗冤錄II
- 第八位：皆大歡喜
- 第九位：萬家燈火
- 第十位：當四葉草碰上劍尖時

## 十大電視藝人
- 第一位：張可頤
- 第二位：馬德鐘
- 第三位：郭可盈
- 第四位：吳鎮宇
- 第五位：古巨基
- 第六位：佘詩曼
- 第七位：陳慧珊
- 第八位：歐陽震華
- 第九位：林文龍
- 第十位：郭羨妮[4]

## 其他獎項
- 2004壹電視 最有前途男藝人：吳卓羲[5]
- 2004壹電視 最有前途女藝人：楊思琦[4]
- 茲曼尼 最傑出品味新星大獎：吳卓羲[5]
- 六福珠寶 開心演繹大獎：廖碧兒
- Miryoku 人氣型格大獎：陳鍵鋒
- 盈康活靈芝孢子 至情至真藝人大獎：李司棋
- 瑪花纖體 最動人身段：關之琳
- Happy Shop 健康快樂藝人大獎：歐陽震華
- 珍寶冷氣 至Cool至型藝人大獎：馬德鐘
- 官燕棧新一代女性大獎：吳美珩[6]